# ککرک (غور)
ککرک روستایی در ولسوالی فیروز کوه از ولایت غور در افغانستان است.